# Емкендорф
Емкендорф (њем. Emkendorf) општина је у њемачкој савезној држави Шлезвиг-Холштајн. Једно је од 165 општинских средишта округа Рендсбург. Према процјени из 2010. у општини је живјело 1.444 становника. Посједује регионалну шифру (AGS) 1058049.

## Географски и демографски подаци
Емкендорф се налази у савезној држави Шлезвиг-Холштајн у округу Рендсбург. Општина се налази на надморској висини од 19 метара. Површина општине износи 38,9 km². У самом мјесту је, према процјени из 2010. године, живјело 1.444 становника. Просјечна густина становништва износи 37 становника/km².